# Eugeniusz Guz (1904–1959)

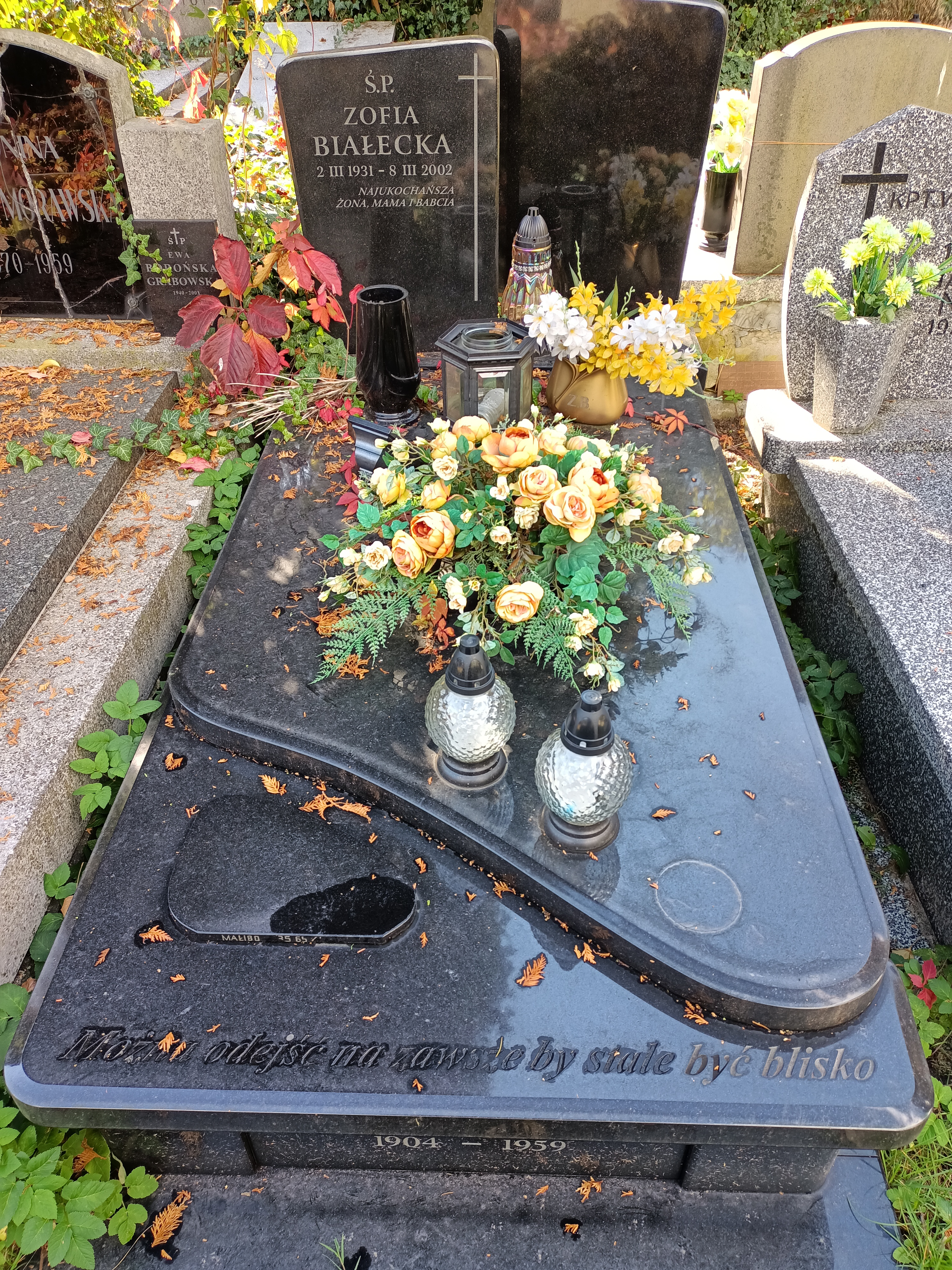
Grób Eugeniusza Guza na cmentarzu Wojskowym na Powązkach

Eugeniusz Guz pseud. Borys, Józiek, Klepka, Szoferak (ur. 29 listopada 1904 w Warszawie, zm. 29 marca 1959 tamże) – polski działacz komunistyczny, uczestnik II wojny światowej, funkcjonariusz aparatu bezpieczeństwa PRL.

## Życiorys
Syn Jakuba, skończył trzy klasy szkoły podstawowej. 1914-1918 po ewakuowaniu ojca do Rosji pomagał w utrzymaniu rodziny sprzedając gazety i papierosy, po odzyskaniu niepodległości przez Polskę został gońcem w Urzędzie Skarbowym. 
W 1920 wstąpił ochotniczo do Wojska Polskiego, w 1921 zdemobilizowany. Został gońcem w Urzędzie Zbożowym, potem pomocnikiem gisera w fabryce wyrobów metalowych. Zwolniony za prowadzenie agitacji komunistycznej wśród młodzieży. Od 1923 działał w Związku Młodzieży Komunistycznej (ZMK) w dzielnicy Wola, prowadził agitację wśród bezrobotnych. Podczas demonstracji bezrobotnych  w Warszawie został pobity przez policjantów. W 1925 wstąpił do KPP, jesienią 1927 powołany do służby wojskowej, służył w 1 dywizjonie samochodowym w Warszawie, gdzie był sekretarzem komórki KPP. W latach 1927–1939 był taksówkarzem, równocześnie nadal działał w KPP, tzw. wojskówce. 1929-1930 na polecenie władz KPP był w Moskwie na rocznym kursie w szkole wojskowej. Po powrocie został członkiem Komitetu Dzielnicowego (KD) KPP Wola i sekretarzem komórki KPP szoferów. Zorganizował strajk szoferów, za co zatrzymano mu prawo jazdy, mimo to wkrótce zdobył „lewe” prawo jazdy. Na polecenie Centralnej Techniki KPP przewoził drukarnie i rozwoził nielegalną literaturę komunistyczną. Kilka razy był aresztowany, jednak zwalniany z braku dowodów. 
W 1939 zmobilizowany, walczył pod Modlinem. Po kapitulacji znalazł się w obozie w Działdowie, skąd zbiegł i wrócił do Warszawy. Podczas okupacji był ślusarzem na stacji kolejowej, gdzie w 1943 założył komórkę PPR i organizował sabotaż. Jako sierżant Armii Ludowej walczył w powstaniu warszawskim na Starówce i Śródmieściu. Po upadku powstania uciekł z transportu i ukrywał się w Pruszkowie do stycznia 1945.
Po powrocie do Warszawy przez kilka miesięcy pracował w WUBP, potem w Głównym Inspektoracie Samochodowym, Zakładach Radiowych im. Kasprzaka, Warszawskim Przedsiębiorstwie Budowlanym, Metrobudowie i PKS. Odznaczony m.in. Krzyżem Oficerskim Orderu Odrodzenia Polski. Pochowany na wojskowych Powązkach (kwatera 28BII-3-25).